# ريتشارد إس. إليس
ريتشارد إس. إليس (بالإنجليزية: Richard S. Ellis)‏ هو رياضياتي أمريكي، ولد في 15 مايو 1947 في بروكلين في الولايات المتحدة، وتوفي في 2 يوليو 2018 في نيويورك في الولايات المتحدة بسبب سرطان الأوعية الصفراوية.

## وصلات خارجية
- الموقع الرسمي